# Albert de Beauffort

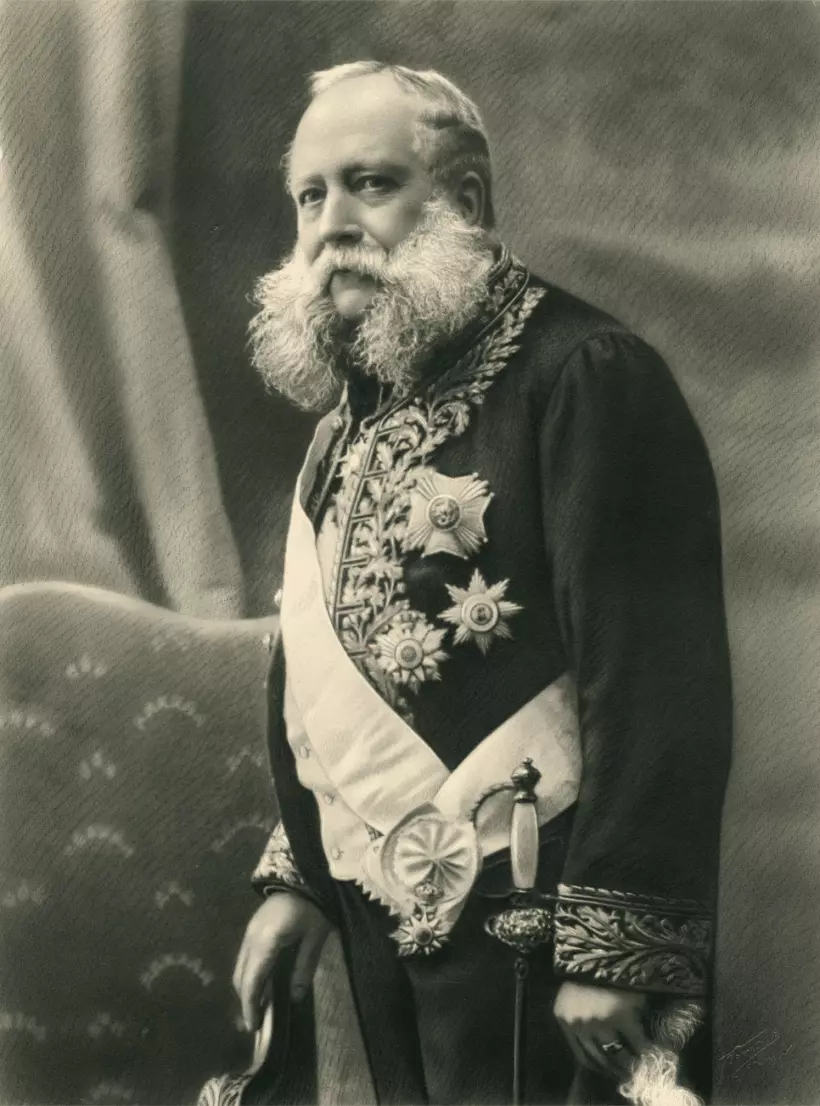
Albert de Beauffort

Markies Albert Marie François Ghislain de Beauffort (Meise, 20 september 1834 - Brussel, 6 juli 1914) was een Belgisch politicus voor de Katholieke Partij.

## Biografie

### Familie
Markies Albert de Beauffort werd geboren op het kasteel van Bouchout in Meise. Als zoon van Amédée de Beauffort behoorde hij tot de Belgische tak van de Frans-Artesische adellijke familie de Beauffort.
Hij trouwde in 1861 in Brussel met Émilie de Marnix (1841-1931), kleindochter van graaf Charles Ghislain de Marnix en Ferdinand Desoer, en nicht van graaf Louis de Marnix en graaf Charles de Marnix. Ze kregen zes kinderen. Hun zoon Jean (1868-1921) was burgemeester van Loyers. Zijn kinderen trouwden met telgen uit de families De Romrée de Vichenet, D'Oultremont, De Liedekerke de Pailhe en Della Faille d'Huysse.
Hij was een schoonbroer van graaf Ferdinand de Marnix de Sainte-Aldegonde, diplomaat, burgemeester van Bornem en senator.

### Loopbaan
De Beauffort liep school aan het jezuïetencollege in Namen.
Hij was burgemeester van Onoz van 1875 tot 1877 en vervolgens gouverneur van Namen van 1877 tot 1881. 
Hij werd in 1894 provinciaal senator voor de provincie Namen en bleef dit ambt uitoefenen tot aan zijn dood.